# Bornholms Storkreds
Der Bornholms Storkreds ist ein Mehrpersonenwahlkreis bei Folketingswahlen in Dänemark. Er besteht seit der Folketingswahl 2007, zählt zum Landesteil Hovedstaden und bildet sich aus der Insel Bornholm und den Inseln um Christiansø. Bis 2007 bestand der deckungsgleiche Bornholms Amtskreds.

## Opstillingskredse
Der Bornholms Storkreds umfasst zwei Opstillingskredse (Aufstellungskreise). In Klammern angegeben ist die Zahl der Wahlberechtigten bei der Wahl 2022:
- 27 – Rønne (15.477)
- 28 – Aakirkeby (15.348)

## Wahlergebnisse

### Stimmenanteile
Im Bornholms Storkreds erreichen die Socialdemokraterne stets ihre besten Ergebnisse. Sie liegt auf Bornholm weit vor den anderen Parteien in Führung mit um die 35 Prozent der Stimmen.
| Wahl | Wahl  | Wahl- berechtigte | Wahl- beteiligung | A    | B   | C   | D   | E   | F    | I 1 | K   | M   | O    | P   | Q   | V    | Æ   | Ø   | Å   | Sonst. |
| ---- | ----- | ----------------- | ----------------- | ---- | --- | --- | --- | --- | ---- | --- | --- | --- | ---- | --- | --- | ---- | --- | --- | --- | ------ |
| 2007 | [ 2 ] | 33.150            | 85,1              | 35,4 | 2,2 | 6,0 | —   | —   | 11,9 | 2,2 | 2,0 | —   | 12,0 | —   | —   | 26,3 | —   | 1,9 | —   | 0,1    |
| 2011 | [ 3 ] | 32.424            | 85,3              | 35,8 | 5,5 | 2,1 | —   | —   | 07,3 | 1,9 | 2,5 | —   | 10,9 | —   | —   | 26,7 | —   | 7,3 | —   | —      |
| 2015 | [ 4 ] | 31.439            | 83,5              | 33,5 | 1,6 | 1,7 | —   | —   | 02,8 | 4,0 | 2,9 | —   | 19,9 | —   | —   | 20,3 | —   | 8,4 | 5,0 | 0,0    |
| 2019 | [ 5 ] | 31.214            | 81,8              | 34,0 | 3,3 | 1,8 | 1,7 | 0,9 | 04,3 | 1,0 | 4,1 | —   | 10,4 | 1,9 | —   | 25,3 | —   | 8,1 | 3,3 | —      |
| 2022 | [ 1 ] | 30.825            | 81,7              | 35,3 | 1,0 | 3,7 | 2,1 | —   | 06,4 | 3,6 | 2,0 | 6,1 | 06,3 | —   | 0,2 | 18,7 | 6,4 | 5,2 | 2,7 | 0,2    |

### Mandate
Der Bornholms Storkreds vergibt lediglich zwei Wahlkreismandate. Bei den bisherigen Wahlen ist noch kein Ausgleichsmandat an Kandidaten aus dem Wahlkreis entfallen.
| Wahl | Gesamt | A | V |
| ---- | ------ | - | - |
| 2007 | 2      | 1 | 1 |
| 2011 | 2      | 1 | 1 |
| 2015 | 2      | 1 | 1 |
| 2019 | 2      | 1 | 1 |
| 2022 | 2      | 1 | 1 |